# 阿穆里奥
阿穆里奥（西班牙語：Amurrio）是西班牙巴斯克自治区阿拉瓦省的一个市镇。总面积96km²，总人口9460人（2001年），人口密度99人/km²。